# Ayrton Simmons
Ayrton Simmons (Harlow, Reino Unido; 29 de abril de 2001) es un piloto de automovilismo británico-español. Actualmente compite en la Ultimate Cup Series con TS Corse en la categoría Proto P3.

## Carrera

### Inicios
Simmons comenzó su carrera internacional en karting a la edad de 5 años en pequeños campeonatos españoles y ganó la Gran Final del Rotax Max Challenge en la categoría Micro Max en 2012. Luego compitió en varios campeonatos nacionales, como la Super 1 National Kart Championships y el Kartmasters British Grand Prix. Corrió en karts hasta 2015.

### Fórmula 4

#### 2016
Simmons hizo su debut en carreras de autos en la tercera ronda del Campeonato de F4 Británica de 2016 con el TRS Arden Junior Racing Team a la edad de 15 años.
Su forma mejoró de ronda en ronda, culminando con su primer podio en la carrera final de la temporada. Esto lo llevó a terminar undécimo en la clasificación general y segundo en la copa de novatos.

#### 2017
Continuó compitiendo en el campeonato en 2017 con el mismo equipo, esta vez durante toda la temporada. 
Simmons comenzó su temporada con fuerza con una victoria en Brands Hatch, Simmons anotó cinco podios más y terminó séptimo en el campeonato, tres y cinco posiciones detrás de sus compañeros de equipo Alex Quinn y Oscar Piastri, respectivamente.

#### 2018

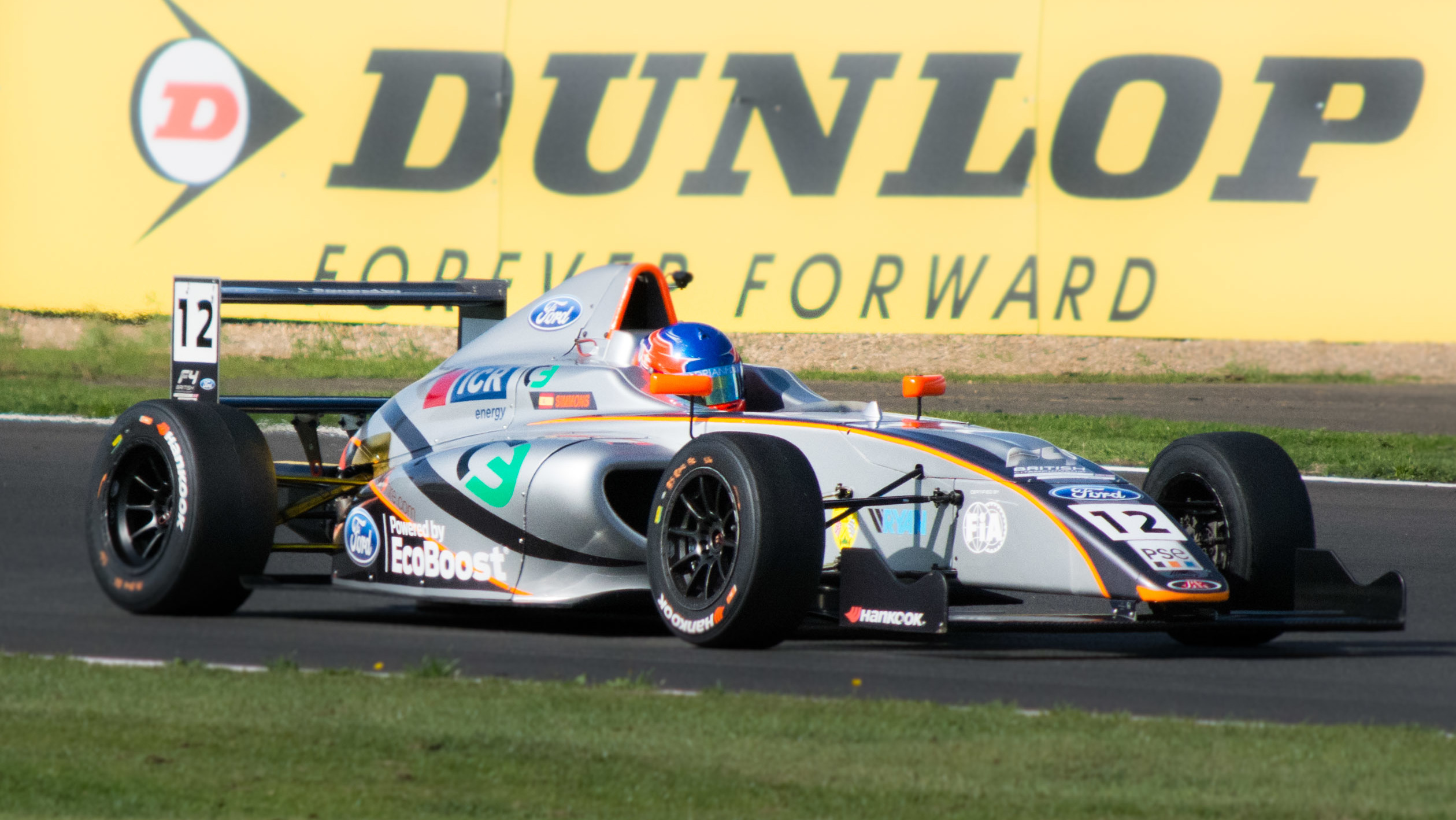
Simmons en el Circuito de Silverstone, 2018.

Simmons se quedó por tercera temporada en la F4 británica, esta vez compitiendo con JHR Developments. Simmons nuevamente comenzó con fuerza y tuvo su mejor temporada, obteniendo dos victorias en la primera ronda en Brands Hatch.
Simmons volvería a ganar en la cuarta ronda en Oulton Park antes de reclamar su última victoria durante la octava ronda en el Knockhil.
En general, obtuvo cuatro victorias y ocho podios más en su camino al segundo lugar en la clasificación, 71 puntos por detrás del campeón Kiern Jewiss.

### Fórmula 3
En 2018, Simmons hizo su debut en el Campeonato BRDC de Fórmula 3 con Chris Dittmann Racing, anotando 88 puntos y terminando 19.º en la clasificación.
Para la temporada 2019, el británico hizo un trato para competir en el campeonato a tiempo completo. Logró sus primeros podios en la primera ronda en Oulton Park y logró su primera victoria en Silverstone en la tercera carrera.
Su próxima victoria en la carrera fue en Spa-Francorchamps, sin embargo, para entonces ya había perdido terreno frente a sus rivales del campeonato Clément Novalak y Johnathan Hoggard. Simmons ganó otra carrera en la segunda ronda de Silverstone y terminó tercero en la clasificación general, a solo 55 puntos del campeón Novalak.
Al final del año, fue seleccionado entre los cuatro finalistas para el premio Aston Martin Autosport BRDC de 2019, pero finalmente lo ganó el rival británico de Fórmula 3, Johnathan Hoggard.
En 2020, Simmons hizo dos apariciones en la F3 británica, una con Chris Dittmann Racing y otra con JHR Developments, respectivamente. Logró dos podios en cada una de las rondas y acumuló dos victorias en Brands Hatch. A pesar de esas dos rondas, Simmons todavía ocupa el puesto 17 en la clasificación.
El Campeonato GB3 de 2021 fue la cuarta temporada en la que Simmons compitió en ese nivel. Volviendo a Chris Dittmann Racing, Simmons ganó la primera carrera de la temporada en un fin de semana en el que aseguró las dos primeras posiciones.

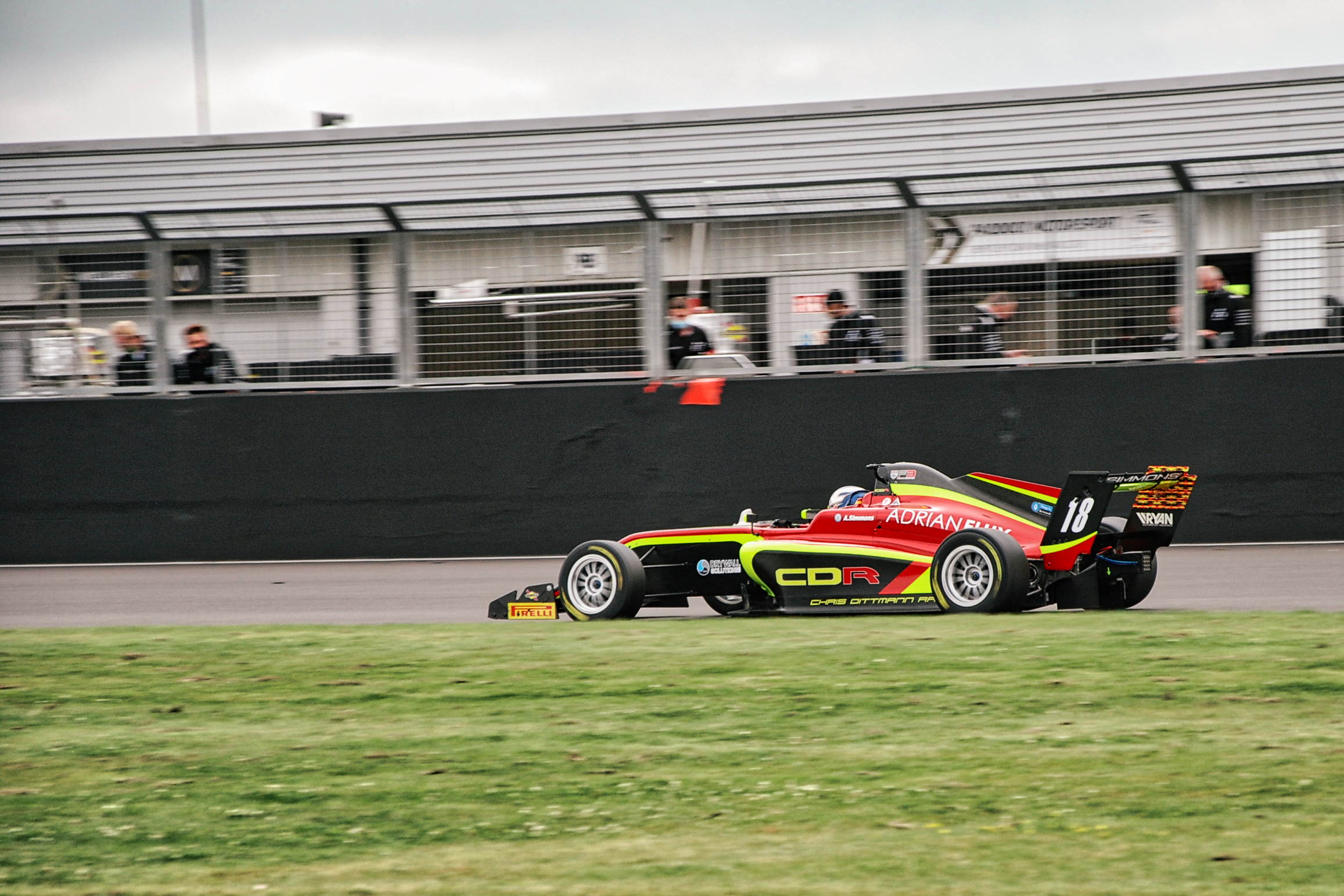
Ayrton Simmons en GB3.

Su próxima victoria llegaría en la siguiente ronda en Silverstone durante la última carrera. En la segunda ronda de Silverstone consiguió dos victorias, las últimas del año. Sin embargo, el campeonato estuvo dominado en gran medida por el eventual campeón Zak O'Sullivan. Simmons se conformó con el subcampeón con cuatro victorias y un podio más.
El 20 de septiembre de 2021, se anunció que Simmons competiría en el Campeonato de Fórmula 3 de la FIA para la ronda final de la temporada en Autódromo de Sochi, reemplazando a Hunter Yeany en Charouz Racing System. Terminó sus dos carreras en el puesto 24 y 21, respectivamente.
Simmons permaneció con el equipo durante toda la temporada 2022. Comenzando en el puesto 29 en Baréin, hizo un buen progreso en las carreras, ocupando el puesto 18 y 19. Sin embargo, los problemas de presupuesto obligaron a Simmons a abandonar el campeonato y fue reemplazado por el expiloto de Charouz, David Schumacher. Simmons terminó el campeonato en el puesto 35 de la clasificación.

## Resumen de carrera
| Temporada | Categoría                         | Equipo                       | Carreras     | Victorias    | Poles        | VR           | Podios       | Puntos       | Pos.         |
| --------- | --------------------------------- | ---------------------------- | ------------ | ------------ | ------------ | ------------ | ------------ | ------------ | ------------ |
| 2016      | Campeonato de F4 Británica        | TRS Arden Junior Racing Team | 24           | 0            | 0            | 0            | 1            | 82           | 11.º         |
| 2017      | Campeonato de F4 Británica        | TRS Arden Junior Racing Team | 29           | 1            | 0            | 2            | 6            | 257.5        | 7.º          |
| 2018      | Campeonato de F4 Británica        | JHR Developments             | 30           | 4            | 3            | 3            | 12           | 374          | 2.º          |
| 2018      | Campeonato BRDC de Fórmula 3      | Chris Dittmann Racing        | 8            | 0            | 0            | 0            | 0            | 88           | 19.º         |
| 2019      | Campeonato BRDC de Fórmula 3      | Chris Dittmann Racing        | 24           | 3            | 3            | 5            | 10           | 450          | 3.º          |
| 2019      | Campeonato Asiático de F3         | Pinnacle Motorsport          | 6            | 0            | 0            | 0            | 0            | 40           | 10.º         |
| 2020      | Euroformula Open                  | Double R Racing              | 9            | 0            | 0            | 0            | 0            | 62           | 11.º         |
| 2020      | Campeonato BRDC de Fórmula 3      | Chris Dittmann Racing        | 4            | 2            | 2            | 1            | 2            | 124          | 17.º         |
| 2020      | Campeonato BRDC de Fórmula 3      | JHR Developments             | 3            | 0            | 0            | 0            | 2            | 124          | 17.º         |
| 2021      | Campeonato GB3                    | Chris Dittmann Racing        | 24           | 4            | 3            | 1            | 5            | 381          | 2.º          |
| 2021      | Campeonato de Fórmula 3 de la FIA | Charouz Racing System        | 2            | 0            | 0            | 0            | 0            | 0            | 35.º         |
| 2022      | Campeonato de Fórmula 3 de la FIA | Charouz Racing System        | 2            | 0            | 0            | 0            | 0            | 0            | 35.º         |
| 2022      | Eurofórmula Open                  | Drivex School                | 9            | 0            | 0            | 1            | 2            | 85           | 10.º         |
| 2023      | Ultimate Cup Series - Proto P3    | TS Corse                     | 6            | 1            | 1            | 0            | 3            | 121.5        | 3.º          |
| 2024      | Ultimate Cup Series - Proto P3    | TS Corse                     | Disputándose | Disputándose | Disputándose | Disputándose | Disputándose | Disputándose | Disputándose |
| Fuente:   |                                   |                              |              |              |              |              |              |              |              |

## Resultados

### Campeonato de Fórmula 3 de la FIA
(Clave) (negrita indica pole position) (cursiva indica vuelta rápida puntuable)

| Año  | Escudería             | 1   | 1   | 1   | 2   | 2   | 2   | 3   | 3   | 3   | 4   | 4   | 4   | 5   | 5   | 5   | 6   | 6   | 6   | 7   | 7   | 7   | Pos. | Puntos | Ref.   |
| ---- | --------------------- | --- | --- | --- | --- | --- | --- | --- | --- | --- | --- | --- | --- | --- | --- | --- | --- | --- | --- | --- | --- | --- | ---- | ------ | ------ |
| 2021 | Charouz Racing System | BAR | BAR | BAR | LEC | LEC | LEC | SPI | SPI | SPI | BUD | BUD | BUD | SPA | SPA | SPA | ZAN | ZAN | ZAN | SOC | SOC | SOC | 35.º | 0      | [ 38 ] |
| 2021 | Charouz Racing System |     |     |     |     |     |     |     |     |     |     |     |     |     |     |     |     |     |     | 24  | C   | 21  | 35.º | 0      | [ 38 ] |

| Año  | Escudería             | 1   | 1   | 2   | 2   | 3   | 3   | 4   | 4   | 5   | 5   | 6   | 6   | 7   | 7   | 8   | 8   | 9   | 9   | Pos. | Puntos | Ref.   |
| ---- | --------------------- | --- | --- | --- | --- | --- | --- | --- | --- | --- | --- | --- | --- | --- | --- | --- | --- | --- | --- | ---- | ------ | ------ |
| 2022 | Charouz Racing System | SAK | SAK | IMO | IMO | BAR | BAR | SIL | SIL | SPI | SPI | BUD | BUD | SPA | SPA | ZAN | ZAN | MNZ | MNZ | 35.º | 0      | [ 39 ] |
| 2022 | Charouz Racing System | 18  | 19  |     |     |     |     |     |     |     |     |     |     |     |     |     |     |     |     | 35.º | 0      | [ 39 ] |

## Vida personal
Simmons nació en Harlow, Essex, de padre inglés y madre española, y vivió en el barrio madrileño de Vallecas desde los 4 a los 14 años antes de volver a mudarse a Epping. Recibió su nombre del difunto tres veces campeón mundial de Fórmula 1, Ayrton Senna.